# Kohlhof (Königsberg)
Kohlhof (ⓘ) war ein Stadtteil von Königsberg (Preußen). Er lag nördlich von Mittelhufen an der Ausfallstraße nach Cranz/Rauschen und südlich von Charlottenburg/Samland und Tannenwalde.

## Name
Der Name geht zurück auf den Justizkommissar Kohlhoff, einen bekannten Züchter von Obstsorten.

## Geschichte
Kohlhof, ursprünglich ein Gutshof, war ein junger Stadtteil, der zu Neuhufen gehörte. Neuhufen wurde 1901 aus dem Ortsteil Mittelhufen gebildet und wurde 1908 nach Königsberg eingemeindet. Hier gab es eine Volksschule, eine Taubstummenanstalt und ein Obdachlosenheim.